# Acordo de cessar-fogo entre Israel e Líbano de 2024
Em 27 de novembro de 2024, um acordo de cessar-fogo foi assinado por Israel, Líbano e vários países mediadores, incluindo os Estados Unidos. Desde 8 de outubro de 2023, Israel e o Hezbollah estavam em conflito e, em 1º de outubro de 2024, Israel iniciou sua invasão ao Líbano. O acordo determina uma cessação de 60 dias nas hostilidades, durante os quais Israel deve retirar as suas forças do sul do Líbano e o Hezbollah deve retirar as suas forças para norte do rio Litani. Um painel de monitorização formado por cinco países, liderado pelos Estados Unidos, supervisionará a implementação, com 5 mil tropas libanesas destacadas para garantir o cumprimento. O acordo não impede que Israel ou o Líbano ajam em legítima defesa, mas as autoridades israelenses e libanesas discordaram da interpretação desse ponto.
Em novembro de 2024, o enviado dos EUA , Amos Hochstein, se reuniu com líderes libaneses e israelenses para negociar o acordo de cessar-fogo. No Líbano, ele se encontrou com o presidente do parlamento libanês, Nabih Berri, que teve o apoio do Hezbollah para negociar. Em 20 de novembro, o Secretário-Geral do Hezbollah, Naim Qassem, aprovou o acordo. A França foi adicionada como mediadora do acordo depois de ter recuado na sua declaração de que iria prender Benjamin Netanyahu por alegados crimes de guerra. Após alguns atrasos por parte de Israel, Hochstein ameaçou retirar-se das negociações, a menos que Israel avançasse com o acordo. Em 26 de novembro, o gabinete de segurança de Israel aprovou o acordo com uma votação de 10-1. O cessar-fogo foi saudado como uma conquista significativa para a administração do presidente dos EUA, Joe Biden, que afirmou que o acordo foi "concebido para ser uma cessação permanente das hostilidades".
A guerra do Líbano de 2006 terminou com a Resolução 1701 da ONU, que apelou à retirada de Israel do Líbano e ao desarmamento do Hezbollah. No entanto, foi violado por ambos os lados, uma vez que o Hezbollah continuou a acumular armas e os militares israelitas continuaram a entrar em território libanês, mesmo na ausência de quaisquer hostilidades. O exército libanês está enfraquecido pela crise econômica e pela insuficiência de recursos e existem preocupações quanto à potencial incapacidade de fazer cumprir os termos do cessar-fogo.

## Contexto
Pouco depois do início da guerra entre Israel e o Hamas, em outubro de 2023, o Hezbollah juntou-se ao conflito, citando solidariedade com os palestinos. Em 8 de outubro de 2023, o Hezbollah começou a disparar foguetes guiados e projéteis de artilharia contra posições israelenses nas Fazendas de Shebaa, o que ele disse ser uma forma de solidariedade aos palestinos após o ataque do Hamas a Israel em 7 de outubro de 2023 e o início do bombardeio israelense na Faixa de Gaza. Israel retaliou lançando ataques de drones e projéteis de artilharia contra posições do Hezbollah. Israel também realizou ataques aéreos em todo o Líbano e na Síria. Isto rapidamente evoluiu para trocas militares transfronteiriças regulares entre o Hezbollah e Israel, com impacto no norte de Israel, no sul do Líbano e nas Colinas de Golã. O Hezbollah disse que pretendia pressionar Israel, forçando-o a lutar em duas frentes de guerra. O Hezbollah ofereceu um cessar-fogo imediato caso também ocorresse um cessar-fogo em Gaza.
Em setembro de 2024, Israel realizou duas ondas de ataques a dispositivos eletrônicos visando os sistemas de comunicação do Hezbollah e assassinou todas as principais lideranças do grupo, incluindo o secretário-geral Hassan Nasrallah durante um atentado em 27 de setembro que destruiu a sede principal do Hezbollah em Beirute. Em 1 de outubro, o exército israelita iniciou uma invasão em grande escala do sul do Líbano embora já tivesse realizado operações terrestres limitadas durante algum tempo. As operações israelitas levaram ao desmantelamento significativo da infraestrutura militar do Hezbollah no sul do Líbano e à destruição de uma grande parte do seu arsenal de mísseis.
No norte de Israel, o conflito forçou cerca de 96 mil pessoas a abandonarem as suas casas, enquanto no Líbano, mais de 1,4 milhão de pessoas foram deslocadas. O Hezbollah declarou que não iria parar os ataques contra Israel até que este parasse as suas operações militares em Gaza; Israel disse que os seus ataques continuariam até que os seus cidadãos pudessem regressar em segurança ao norte do país.

## Processo de negociação
Em 5 de janeiro de 2024, o então secretário-geral do Hezbollah, Hassan Nasrallah, apelou a negociações sobre a demarcação da fronteira entre o Líbano e Israel (ver Fazendas de Shebaa). Mas ele baseou estas negociações num cessar-fogo em Gaza. Em julho de 2024, Nasrallah prometeu novamente um cessar-fogo na fronteira libanesa, caso também ocorresse um cessar-fogo em Gaza. Em junho de 2024, o enviado dos EUA , Amos Hochstein, viajou para o Líbano para se encontrar com o presidente do parlamento libanês, Nabih Berri. Ele também se encontrou com o primeiro-ministro israelita Benjamin Netanyahu em Israel. Hochstein também fez uma visita semelhante em agosto. Um analista libanês afirmou na altura que o Hezbollah não esperava que a guerra em Gaza “continuasse por tanto tempo”.
Em 25 de setembro, os Estados Unidos, a União Europeia, o Qatar e vários outros países apelaram a um cessar-fogo de 21 dias entre Israel e o Líbano. O líder do Hezbollah, Nasrallah, expressou o seu acordo com esta proposta de cessar-fogo ao Ministro dos Negócios Estrangeiros libanês, mas esta não foi comunicada ao Departamento de Estado dos EUA. Em 27 de setembro, Israel assassinou Nasrallah. Um cessar-fogo de 60 dias foi proposto no final de outubro.
Em novembro de 2024, o enviado dos EUA , Amos Hochstein, se reuniu com líderes libaneses e israelenses para negociar o acordo de cessar-fogo. No Líbano, ele se encontrou com o presidente do parlamento libanês, Nabih Berri, que teve o apoio do Hezbollah para negociar. Em 20 de novembro, o Secretário-Geral do Hezbollah, Naim Qassem, aprovou o acordo. A França foi adicionada como mediadora do acordo depois de ter recuado na sua declaração de que iria prender Benjamin Netanyahu por alegados crimes de guerra. Após alguns atrasos por parte de Israel, Hochstein ameaçou retirar-se das negociações, a menos que Israel avançasse com o acordo. Em 27 de Nnovembro, o gabinete de segurança de Israel aprovou o acordo com uma votação de 10-1. O cessar-fogo foi saudado como uma conquista significativa para o governo de Joe Biden, que declarou que o acordo foi "concebido para ser uma cessação permanente das hostilidades".

## Acordo
Em 26 de novembro de 2024, o primeiro-ministro de Israel, Benjamin Netanyahu, anunciou a transferência de um acordo de cessar-fogo para o Gabinete de Segurança de Israel. O gabinete votou 10-1 a favor da aprovação do acordo, com o único oponente sendo Itamar Ben-Gvir, o Ministro da Segurança Nacional.
Segundo relatos israelenses, o acordo de cessar-fogo incluiu várias cláusulas:
1. O Hezbollah, ou qualquer outro movimento armado no Líbano, não realizará nenhuma ação ofensiva contra Israel.
2. Israel não realizará nenhuma ação ofensiva contra alvos no Líbano, incluindo em terra, no ar e no mar.
3. Israel e Líbano reconhecem a importância da Resolução 1701 do Conselho de Segurança da ONU .
4. O exército libanês e as forças de segurança libanesas serão os únicos grupos armados autorizados a operar no sul do Líbano.
5. A venda, o fornecimento e a produção de armas no Líbano estarão sob a supervisão e o controle do governo libanês.
6. Todas as instalações não autorizadas envolvidas na produção de armas e seus acessórios serão desmanteladas, assim como a infraestrutura e as posições militares. Armas não autorizadas que não cumpram essas obrigações serão confiscadas.
7. Será criado um comitê que será aceito por Israel e pelo Líbano, que supervisionará e ajudará a garantir a aplicação do acordo. A execução envolverá, entre outros, os Estados Unidos, o Reino Unido, a França e a Alemanha.
8. Israel e o Líbano reportarão qualquer possível violação dos compromissos ao comitê acima mencionado e à UNIFIL.
9. Forças militares libanesas serão mobilizadas ao longo de todas as fronteiras e pontos de passagem do país.
10. Israel retirará gradualmente suas forças do território israelense em um período de até 60 dias.
11. Durante esse período, os agentes do Hezbollah se retirarão para o norte do rio Litani, enquanto as forças armadas que terão permissão para permanecer nessa área serão as Forças Armadas Libanesas e a força da UNIFIL.
12. Israel manterá "total liberdade de ação militar" para atacar o Líbano em caso de violação do acordo pelo Hezbollah ou outra entidade no Líbano.
13. Não será estabelecida uma zona-tampão entre as aldeias do sul do Líbano e os assentamentos na linha de conflito.
14. Os EUA promoverão negociações indiretas entre Israel e o Líbano para chegar a uma fronteira terrestre reconhecida.

De acordo com relatos libaneses, uma fonte do governo libanês informou que se não ocorrerem escaladas ou violações do acordo até às 10h00, hora local, em 27 de novembro de 2024, o acordo de cessar-fogo entrará em vigor. O primeiro-ministro do Líbano, Najib Mikati, manifestou um forte apoio ao acordo e instou a comunidade internacional a ajudar a implementá-lo imediatamente, a fim de “travar a agressão israelense”.

## Violações

### Primeira violação
Surgiram alegações conflitantes sobre qual foi a primeira violação do cessar-fogo. Segundo Israel, a primeira violação ocorreu às 9h30, em Kfar Kila, no Líbano, onde "agentes do Hezbollah teriam entrado na cidade de Kfar Kila, que fica a apenas alguns quilômetros da fronteira", incluindo um comandante local. Também surgiram relatos conflitantes sobre se os quatro foram presos ou levados embora.
Em contraste, a mídia estatal libanesa afirmou que a primeira violação do cessar-fogo ocorreu em 27 de novembro de 2024, quando forças israelenses abriram fogo contra um grupo de jornalistas na cidade de Khiam, no sul do Líbano, poucas horas após o início do cessar-fogo. Os jornalistas, incluindo Abdelkader Bay, um videojornalista, estavam reportando da área quando o tiroteio ocorreu. Bay, junto com outro jornalista da Associated Press e um da Sputnik, foram feridos por tiros israelenses. Bay contou ter ouvido o som de tanques israelenses se retirando da área, seguido por sons de tiros direcionados ao grupo de jornalistas enquanto eles filmavam. Apesar de serem claramente identificáveis como jornalistas, eles foram alvos de soldados israelenses. Outro jornalista, Ali Hachicho, que não ficou ferido, descreveu como os tiros foram disparados assim que os jornalistas começaram a documentar as atividades militares. O incidente foi condenado pelo Sindicato dos Editores da Imprensa Libanesa, que o considerou a primeira violação do acordo de cessar-fogo.

### Pelo Hezbollah
As Forças de Defesa de Israel (FDI) disseram que os suspeitos se aproximaram de áreas de fronteira que o cessar-fogo torna proibidas. Eles também identificaram atividade em uma instalação do Hezbollah usada para armazenar foguetes de médio alcance. As FDI também disseram que dois membros do Hezbollah entraram em um local no sul do Líbano usado para disparar dezenas de foguetes contra Israel. As FDI também disseram que os membros do Hezbollah tentaram chegar às zonas proibidas perto da fronteira entre Israel e o Líbano, em violação do acordo de cessar-fogo. Outros suspeitos teriam chegado ao sul do Líbano em violação do cessar-fogo.

### Por Israel
No dia seguinte ao cessar-fogo, as FDI atiraram contra civis que retornavam para suas casas em Khiam e usaram drones na área. A Rádio do Exército Israelense e o Canal 12 de Notícias relataram que vários civis foram mortos nos tiroteios, enquanto o exército libanês permaneceu em silêncio sobre o assunto. Em 28 de novembro de 2024, o exército libanês acusou Israel de violar o cessar-fogo ao lançar um ataque aéreo e bombardear várias aldeias libanesas. Dois libaneses ficaram feridos pelo fogo dos tanques israelitas. O ataque aéreo israelense teria ocorrido a norte do rio Litani, que não está incluído no acordo de cessar-fogo. Israel disse que tinha como alvo militantes do Hezbollah envolvidos em “atividades terroristas”. As forças da FDI também feriram 3 civis em bombardeios na praça Al-Taybeh e atingiram a planície de Marjeyouan. As FDI também teriam demolido casas no sul do Líbano e atacado a área de Tebna.
Hassan Fadlallah, um membro do parlamento libanês, afirmou que Israel atacou civis que tentavam voltar para casa. Em 27 de novembro, Nabih Berri, que negociou o acordo do lado libanês, disse aos refugiados libaneses que eles poderiam voltar para casa. Entretanto, o primeiro-ministro israelita, Netanyahu, instruiu o exército israelense a não permitir imediatamente a entrada de refugiados nas aldeias perto da fronteira. As FDI disseram que isso era para sua própria segurança, mas dispararam tiros de advertência contra veículos que se aproximavam de Kafr Kila, dispararam contra várias pessoas em Mais al-Jabal e detiveram quatro cidadãos libaneses que disseram ser membros do Hezbollah. Apesar dos avisos, milhares de famílias libanesas deslocadas começaram a regressar às suas casas no sul do Líbano.

## Análise
Muitos libaneses estão ansiosos pelo fim do conflito, mas as preocupações insistem que o Hezbollah pode ignorar o cessar-fogo e rearmar-se no sul do Líbano. Do lado israelense, o deslocamento prolongado de civis perto da fronteira e a pressão sobre os militares continuam a impulsionar a necessidade de uma solução.

## Reações

### Líbano
O primeiro-ministro Najib Mikati pediu unidade no Líbano após a "fase mais cruel da história libanesa", enfatizando que o exército libanês deve fornecer segurança no sul do Líbano e que Israel cumpra o acordo e se retire do território libanês. Ele disse que esperava uma “nova página” após o cessar-fogo.

### Israel
Em um anúncio público na televisão israelense após a deliberação dos termos do cessar-fogo, o primeiro-ministro Benjamin Netanyahu afirmou seu apoio ao acordo com base no fato de que um cessar-fogo permitiria que as FDI se concentrassem principalmente nas operações da Faixa de Gaza contra o Hamas e contra a "ameaça iraniana". Ele afirmou que “estamos a mudar a face da região”.
Ele afirmou ainda que o cessar-fogo foi considerado devido ao sucesso israelense na invasão israelense do Líbano em 2024, porque o Hezbollah "não era mais o mesmo grupo que lançou uma guerra contra nós" e que as Forças de Defesa de Israel "os fizeram retroceder décadas". Ele afirmou que o exército israelense tinha alcançado muitos dos seus objetivos na invasão e nos ataques aéreos, matando a maior parte da liderança do Hezbollah e destruindo um grande número de infraestruturas libanesas a eles ligadas.
O ex-cônsul-geral e embaixador israelense Alon Pinkas considerou o acordo "inexequível" por pressupor que o exército libanês supervisionará a produção e distribuição de armas. Ele descreveu esta suposição como "impossível" devido à independência do Hezbollah em relação ao exército libanês na distribuição de armas e à incapacidade de cooperar.
O Ministro da Segurança de Israel e político de extrema-direita Itamar Ben-Gvir expressou insatisfação com o acordo de cessar-fogo por não fornecer a Israel um "cinturão de segurança", não permitir que os israelenses regressassem ao norte de Israel e não oferecer ao exército libanês resistência contra o Hezbollah.

### Oriente Médio
- Irã: O porta-voz do Ministério das Relações Exteriores, Esmaeil Baghael, saudou o acordo de cessar-fogo, esperando que ele ponha fim aos ataques israelenses ao Líbano.[48]
- Palestina: A presidência palestina expressou esperança de que o cessar-fogo “contribua para acabar com a violência e a instabilidade que assolam a região”.[47]
- O Hamas declarou que está “comprometido em cooperar com qualquer esforço para alcançar um cessar-fogo em Gaza” e que “aprecia” o direito do Hezbollah de formar um acordo para proteger o povo libanês.[47]
- Vários cidadãos palestinos expressaram grande preocupação com o possível acordo de cessar-fogo que permite que Israel direcione todas as suas forças militares para bombardeios e invasões na Faixa de Gaza, exacerbando uma crise humanitária já grave.[49]

O analista político da Al Jazeera, Marwan Bishara, chamou o acordo de uma "trégua muito temporária e frágil", devido ao fato de permitir que Israel retome as operações militares a qualquer provocação percebida pelo Hezbollah e ao compromisso contínuo de Israel em acabar com o Hezbollah.

### Internacional
- Estados Unidos: O secretário de Estado, Antony Blinken, elogiou o acordo e falou com otimismo que esse cessar-fogo também poderia ser uma estrutura para um cessar-fogo em Gaza.[50] O presidente Joe Biden e o presidente francês Emmanuel Macron divulgaram uma declaração conjunta elogiando o acordo, dizendo que ele “protegerá Israel da ameaça do Hezbollah e de outras organizações terroristas que operam no Líbano”.[51]
- Reino Unido: O primeiro-ministro Keir Starmer elogiou um cessar-fogo “há muito esperado” que “proporcionaria algum alívio às populações civis” do Líbano e de Israel.[47]
- Germany: O chanceler Olaf Scholz ofereceu seu apoio ao cessar-fogo e enfatizou a importância de todos os lados se aterem “ao que foi acordado”.[52]
- Pakistan: O primeiro-ministro Shehbaz Sharif saudou o cessar-fogo e pediu segurança para o povo libanês.[53] O Paquistão também pediu o fim dos ataques israelenses em Gaza.[53]
- Sri Lanka: O Ministério das Relações Exteriores emitiu uma declaração afirmando: “Continuamos esperançosos de que o cessar-fogo abrirá o caminho para a paz e a estabilidade duradouras no Líbano e na região”.[54]
- União Europeia: A presidente da Comissão Europeia, Ursula von der Leyen, chamou o cessar-fogo de “notícia muito animadora”, observando que ele oferece ao Líbano uma chance de reforçar sua segurança e estabilidade internas ao limitar a influência do Hezbollah.[55]
- Nações Unidas: Um alto funcionário confirmou o cessar-fogo e alertou que “ainda há muito trabalho pela frente” para implementar o acordo de cessar-fogo.[47]
- Uruguai: O Ministério das Relações Exteriores emitiu uma declaração na qual informou que o governo uruguaio saudou o cessar-fogo como uma oportunidade necessária para a paz e a recuperação da estabilidade regional. Enfatizou o compromisso do Uruguai com os esforços internacionais para uma paz duradoura, para a qual insiste na urgência de se chegar também a um acordo político em outras frentes que permita a libertação dos reféns, o cessar-fogo em Gaza e a entrada de mais ajuda humanitária.[56]